# 1 E16 m

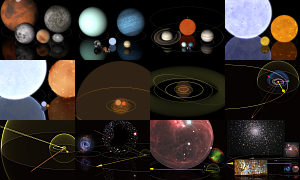
Comparaison des différents ordres de grandeur de 106 à 1017 m : 1016 m correspond à l’avant dernière image.

Pour aider à comparer les ordres de grandeur des différentes longueurs, voici une liste de longueurs de l'ordre de 1016 m, soit environ 1 année-lumière (al), ou 67 000 ua :
- 0,95×1016 m : 1 année-lumière, la distance parcourue par la lumière en une année
- 1,5×1016 m (100 000 ua, 1,6 al) : rayon extérieur du nuage d'Oort
- 3,08568×1016 m (3,2616 al) : 1 parsec
- 4,0×1016 m (4,2 al) : distance entre le système solaire et Proxima du Centaure, l'étoile la plus proche
- 8,1×1016 m (8,6 al) : distance entre le système solaire et Sirius, l'étoile la plus brillante du ciel nocturne